# GP32
GP32 je herní konzole od Korejské společnosti GamePark. Jejím nástupcem je GP2X.

## Popis
Konzole byla vyráběna od roku 2001, výroba je již ukončena. Je založena na procesoru ARM 133 MHz s 8 megabajty RAM paměti. Jako médium jsou použity karty SmartMedia. Konzoli je propojit s PC pomocí USB kabelu. Konzole je stejně jako její nástupci využívána k emulaci starších konzolí a prohlížení multimédií. Díky volně dostupnému SDK vzniklo mnoho neoficiálního softwaru včetně emulátorů operačních systémů pro starší domácí 8bitové/16bitové počítače, alternativního firmwaru či DivX přehrávače.

## Specifikace
- Rozměry: 147 mm × 88 mm × 34 mm
- Váha: 163 g
- Displej: 3.5" TFT , 16bitové barvy, 320 × 240 pixelů
- Procesor: Samsung S3C2400X01 (ARM920T core), 20 - 133 MHz.
- Paměť: 8 MB SDRAM
- ROM: 512 KB
- Zvuk: 44,1 kHz, 16-bit stereo
- stereo reproduktory
- Média: SmartMedia 8 - 128 MB
- Napájení: 2 × AA baterie nebo 3-V DC adaptér. Výdrž baterie je mezi 6 a 12 hodinami, ale skutečná výše je závislá na mnoha faktorech.